# Arne Nordheim
Arne Nordheim (ur. 20 czerwca 1931 w Larviku, zm. 5 czerwca 2010 w Oslo) – norweski kompozytor.

## Życiorys
W latach 1948–1952 studiował kompozycję, grę na organach i fortepianie oraz teorię muzyki w konserwatorium w Oslo. Jego nauczycielami byli Karl August Andersen, Bjarne Brustad i Conrad Baden. Uczył się też prywatnie u Vagna Holmboego w Kopenhadze. W 1955 roku przebywał w Paryżu, gdzie dokształcał się w zakresie muzyki elektronicznej i muzyki konkretnej. Od 1967 do 1972 roku był współpracownikiem Studia Eksperymentalnego Polskiego Radia. Pisał krytyki muzyczne do „Morgenpost” (1959–1963) i „Dagbladet” (1963–1969). Opracował oprawę muzyczną pawilonu skandynawskiego na EXPO 1970 w Osace.
Zdobywca Nagrody Muzycznej Rady Nordyckiej za utwór Eco (1972). Od 1975 roku członek Królewskiej Akademii Muzycznej w Sztokholmie. Odznaczony został Orderem Świętego Olafa w stopniu kawalera 1. klasy (1982) i komandora (1997) oraz Krzyżem Komandorskim Orderu Zasługi Rzeczypospolitej Polskiej (1999).

## Twórczość
Twórczość Nordheima, pomimo związków ze współczesną europejską awangardą muzyczną, kształtowała się niezależnie od niej. Kompozytor skupił się na poszukiwaniu nowych, ekspresyjnych aspektów kolorystycznych oraz problematyce przestrzennych aspektów muzyki. Posługiwał się elementami dodekafonii i swobodną atonalnością, wpływ na rozwój jego estetyki wywarł też kontakt z polską szkołą sonorystyczną. W dalszych poszukiwaniach zwrócił się w stronę możliwości muzyki elektroakustycznej, utwory z późniejszego okresu twórczości przeznaczone są z reguły na niewielkie zestawy instrumentów z udziałem taśmy lub rozbudowane składy orkiestrowe.

## Wybrane kompozycje
(na podstawie materiałów źródłowych)

### Utwory orkiestrowe
- Nachruf na smyczki (1956)
- Canzona (1961)
- Epitaffio na orkiestrę kameralną i taśmę (1964)
- Floating (1970)
- Greening (1973)
- Spur na akordeon i orkiestrę (1975)
- Tenebrae na wiolonczelę i orkiestrę (1982)
- Boomerang na obój i orkiestrę kameralną (1985)
- Recall and Signals na orkiestrę dętą (1986)
- Rendezvous na smyczki (1986)
- Tractatus na flet, niski instrumenty dęty, czelestę, fortepian, perkusję i orkiestrę smyczkową (1986)
- Varder na 8 lub więcej trąbek i orkiestrę (1986)
- Magma (1988)
- Monolith (1990)
- Acantus Firmus Olympiadis na hardingfele, trąbki, smyczki i dźwięki elektroakustyczne (1993)
- Adieu na smyczki i dzwony (1994)
- Koncert skrzypcowy (1996)

### Utwory kameralne
- Epigram na kwartet smyczkowy (1955)
- Kwartet smyczkowy (1956)
- Partita I na altówkę, klawesyn i perkusję (1963)
- Response na 2 perkusje i taśmę (1966), także wersja na organy, 4 perkusje i taśmę (1967–1975), perkusję i taśmę (1968) oraz 4 perkusje i taśmę (1977)
- Signals na akordeon, perkusję i gitarę elektryczną (1968)
- Partita II na gitarę elektryczną (1969)
- Dinosauros na akordeon i taśmę (1971)
- OHM na lirę i taśmę (1971)
- Listen na fortepian (1971)
- Pomocy na klarnet, puzon, wiolonczelę i fortepian (1972)
- The Hunting of the Snark na puzon (1976)
- Canto na wiolonczelę, organy i perkusję (1978)
- Clamavi na wiolonczelę (1980)
- Partita na 6 kontrabasów (1981)
- Partita für Paul na skrzypce i opóźniacz elektroakustyczny (1985)
- Flashing na akordeon (1986)
- Duplex na skrzypce i altówkę (1990)
- Jubel na instrumenty dęte, perkusję i karylion (1995)
- Suita na wiolonczelę (1996)
- Three Stanzas na kontrabas (1998)

### Utwory na chór a cappella
- Music to 2 Fragments to Music by Shelley na chór żeński (1985)
- Tres Lamentationes (1985)

### Utwory wokalno-instrumentalne
- Aftonland na sopran i zespół kameralny (1959)
- Eco na sopran, chór, chór dziecięcy i orkiestrę (1968)
- Solar plexus na głos recytujący, fortepian lub organy i perkusję (1973)
- Morgenraga na głos wokalny, saksofon, gitarę elektryczną, perkusję i kontrabas (1973)
- Doria na tenora i orkiestrę (1975)
- Two One Singing na tenora i harfę (1976)
- Tempora Noctis na 2 soprany, orkiestrę i taśmę (1979)
- Den første sommerflugl na sopran i harfę (1982)
- Aurora na 4 śpiewaków, krotale i taśmę (1983), także wersja na 4-głosowy chór mieszany, perkusję i taśmę (1984)
- Wirklicher Wald na sopran, wiolonczelę, chór i orkiestrę (1983)
- Klokkesong na kontratenor, instrumenty renesansowe, dzwony kościelne i chór mieszany (1984)
- Ore, fermate il volo na kontratenor i teorban (1986)
- La mia canzone na sopran, perkusję i fortepian (1987)
- Love’s Food na mezzosopran, baryton, 2 fortepiany, 2 skrzypiec i altówkę (1988)
- Tre Voci na sopran i zespół kameralny (1988)
- Johannesgangaren na skrzypce, chór żeński, perkusję, 3 trąbki i dzwonki (1989)
- Be Not Afeard na sopran, baryton i orkiestrę (1989)
- Magic Island na sopran, baryton i orkiestrę kameralną (1992)
- Cada canción na chór dziecięcy, chór mieszany i orkiestrę (1994)
- Draumkvedet na 9 głosów, chór i dźwięki elektroakustyczne (1994)
- Three Unexpected Songs na kontratenor, lutnię, flet, krummhorn i violę da gamba (1995)
- Lacrimosa na sopran, chór i orkiestrę (1995)
- Non gridate na sopran, chór mieszany i orkiestrę (1995)
- Nidaros na 6 głosów wokalnych, głos chłopięcy, chór dziecięcy, chór mieszany i orkiestrę (1997)
- Heilt stille na sopran i wiolonczelę (1999)

### Utwory na taśmę
- Evolution (1966)
- Ode to Light (1968)
- Warszawa (1968)
- Solitaire (1968)
- Peer Gynt (1969)
- Pace (1970)
- Poly – Poly (1970)
- Lux et tenebrae (1971)
- Five Osaka Fragments (1973)
- Stille, Kepler tenker (1987)

### Balety
- Katharsis (1962)
- Favola (1965)
- Stages (1971)
- Strender (1974)
- Stoolgame (1974)
- Greening (1975)
- Ariadne (1977)
- Stormen (1979)